# John Moore-Brabazon, 1. Baron Brabazon of Tara

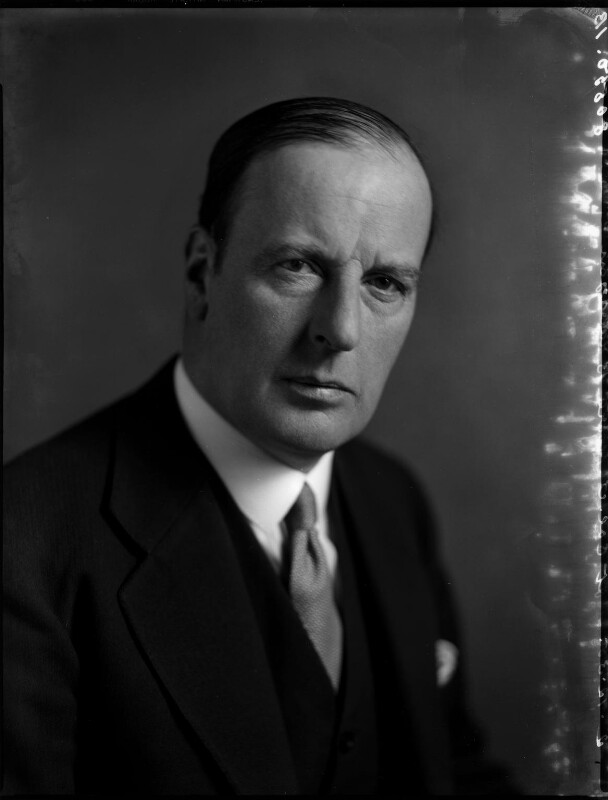
John Moore-Brabazon 1935

John Theodore Cuthbert Moore-Brabazon, 1. Baron Brabazon of Tara, GBE, MC  (* 8. Februar 1884, London; † 17. Mai 1964) war ein britischer Luftfahrtpionier und konservativer Politiker und Automobilrennfahrer.

## Leben
John Moore-Brabazon war in den 1900er-Jahren als Automobilrennfahrer aktiv. 1907 gewann er das Ardennen-Rennen für Kaiserpreis-Fahrzeuge auf Minerva.
Moore-Brabazon lernte 1908 bei Gabriel Voisin in Frankreich das Fliegen. Am 30. Oktober 1909 gelang ihm mit einem Short Doppeldecker der erste Flug über eine Meile im Kreis in England und ihm wurde der „All British Prize“ (1000 £ Preisgeld) der Daily Mail zugesprochen. Am 1. März 1910 konnte er den ersten British Empire Michelin Cup für sich entscheiden. Moore-Brabazon wurde durch diese Leistungen berühmt. Auf der Insel wurde er tief verehrt. Am 1. März 1910 wurde ihm vom Royal Aero Club die Pilotenlizenz Nr. 1 zugewiesen.
Im Ersten Weltkrieg diente er im Royal Flying Corps, in dem er bis zum Lieutenant Colonel aufstieg. Er trug maßgeblich zur Entwicklung der militärischen Luftbildfotografie bei.
Moore-Brabazon war Mitglied der Conservative Party im Parlament für Chatham (1918–1929) und für Wallasey (1931–1942). In Winston Churchills Kabinett im Zweiten Weltkrieg war er Minister für Verkehr und, als Nachfolger von Max Aitken, 1. Baron Beaverbrook, Minister für Flugzeugproduktion.
1942 wurde er als Baron Brabazon of Tara zum Peer erhoben und in das House of Lords aufgenommen. 1943 wurde die sogenannte Brabazon-Kommission unter seinem Vorsitz ins Leben gerufen, um die nach Kriegsende anstehenden Entwicklungen ziviler Flugzeuge in England zu koordinieren und zu planen. Das Projekt scheiterte jedoch weitestgehend, auch deshalb, weil Moore-Brabazon, insbesondere im Blick auf das neu entwickelte Düsentriebwerk, zu sehr altem Denken verhaftet war und nicht genügend Weitblick hatte.
Er war in den Bau des riesigen britischen Passagierflugzeugs Bristol Brabazon eingebunden, welches am 4. September 1949 seinen Erstflug hatte.
Moore-Brabazon war verheiratet und hatte zwei Söhne. Als passionierter Golfspieler war er 1952/53 Kapitän des Royal and Ancient Golf Club of St. Andrews. Moore-Brabazon verstarb 1964. Ihm zu Ehren ist der Brabazon Point nach ihm benannt, eine Landspitze in der Antarktis.